# Vrouwenoogen
Vrouwenoogen is een Nederlandse stomme film uit 1912 onder regie van Caroline van Dommelen. Het is de tweede Nederlandse film om geregisseerd te worden door een vrouw. Van Dommelen, die overigens ook de hoofdrol vertolkte, was de eerste vrouwelijke cineaste uit Nederland. Er wordt vermoed dat de film verloren is gegaan.
Over het verhaal is weinig bekend. Het wordt omschreven als een 'realistische biografische sketch'. Het maakte deel uit van een onderzoek van het Nederlands Film Festival in augustus 2008 om te constateren wat de beste Nederlandse film ooit is.

## Rolbezetting
| Acteur                    | Personage |
| ------------------------- | --------- |
| Caroline van Dommelen     |           |
| Louis van Dommelen        |           |
| Jan van Dommelen          |           |
| Ansje van Dommelen-Kapper |           |
| Cato Mertens-de Jaeger    |           |